# Kirche der Überführung der Reliquien des Hl. Nikolaus (Krčedin)

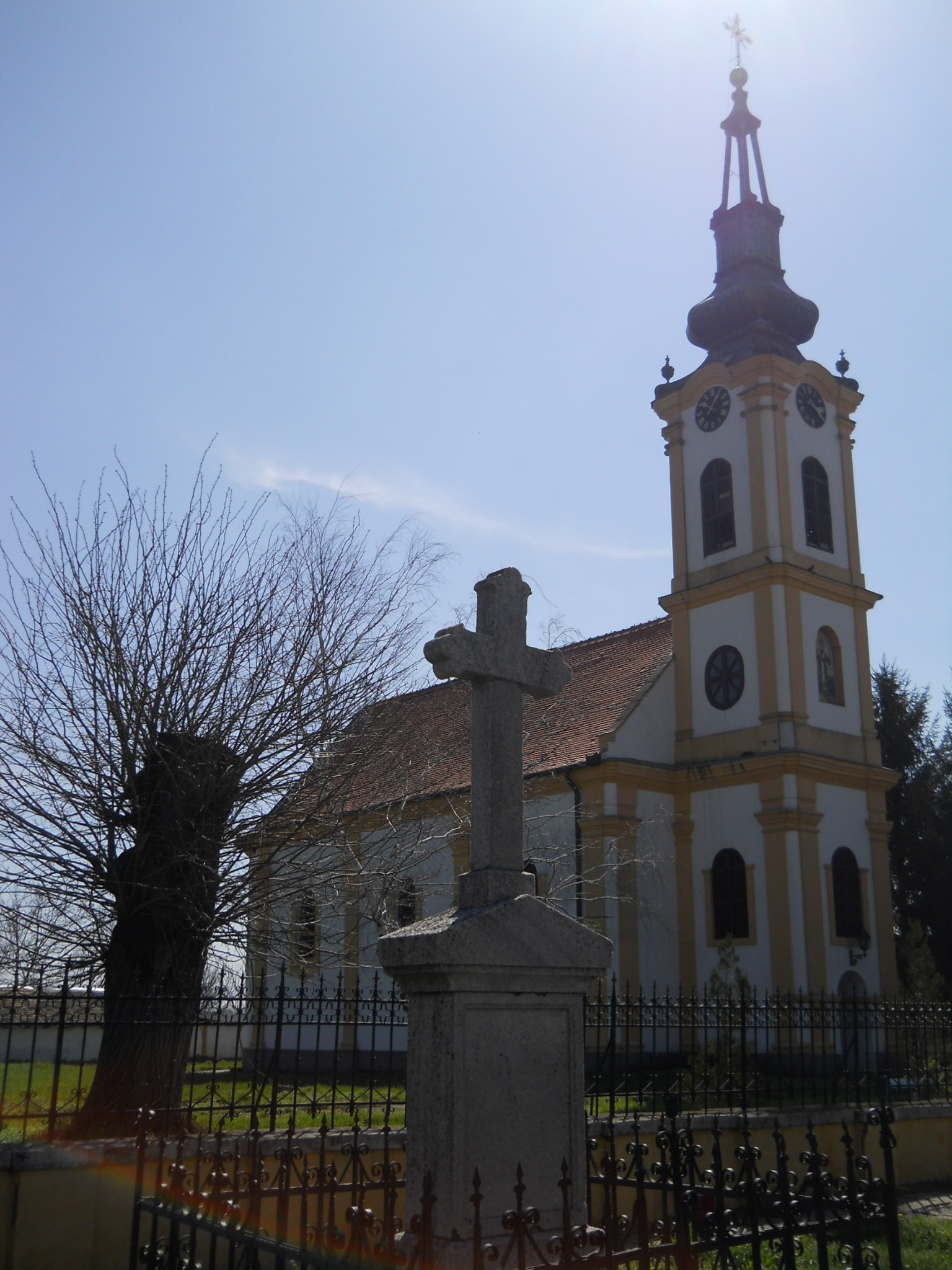
Die Kirche der Überführung der Reliquien des Hl. Nikolaus im Dorfzentrum

Die Kirche der Überführung der Reliquien des Hl. Nikolaus (serbisch: Црква преноса моштију Светог оца Николаја, Crkva prenosa moštiju Svetog oca Nikolaja) im Dorf Krčedin, in der Opština Inđija, ist eine serbisch-orthodoxe Kirche in der nordserbischen autonomen Provinz Vojvodina.
Das von 1781 bis 1786 erbaute Kirchengebäude ist der Überführung der Reliquien des Hl. Vaters Nikolaus geweiht und ist die Pfarrkirche der Pfarrei und Kirchengemeinde Krčedin im Dekanat Sremski Karlovci der Eparchie Srem der Serbisch-Orthodoxen Kirche.
Als unbewegliches Kulturgut besitzt die Kirche den Status eines Kulturdenkmals von großer Bedeutung und steht unter staatlichem Schutz.

## Lage
Krčedin liegt unterhalb der südlichen Ausläufer und Hänge des östlichen Teils der Fruška Gora. Von der Gemeindehauptstadt Inđija ist der Ort nordöstlich gelegen. Die Donau fließt unweit nördlich des Dorfes.
Die Kirche steht im nördlichen Dorfzentrum von Krčedin, bei der Kreuzung der Straßen, Ulica Cara Dušana (Westen), Dunavska ulica (Norden), Ulica Uče Zekovića (Osten) und Ulica Nade Janošević  (Süden). Die genaue Adresse der Kirche lautet Ulica Nade Janošević Nr. 1. In Nachbarschaft zur Kirche stehen die Dorfgrundschule 22. Juli, der Marktplatz und die Dorfpost.
Im großen umzäunten und ummauerten Kirchhof, mit einem großen Eingangstor an der Westseite und einem Nebeneingangstor an der Nordseite, stehen neben der Kirche, ein Kirchenbrunnen, eine Taufkapelle, zwei Fahnenständer und Sitzbänke. Im Kirchhof befanden sich zudem einige Silbertannen und Kiefern, während vor der Kirche drei große Linden standen, die meisten dieser Bäume wurden in den letzten Jahren gefällt. Das Pfarrhaus mit dem Kirchensaal steht unweit der Kirche.
Unweit links der Kirche vor dem Kirchhof steht das alte Steinkreuz zum Gedenken an die erste bekannte orthodoxe Kirche im Ort, das von einem schmiedeeisernen Zaun umgeben ist. Es besitzt eine Gedenktafel mit Inschrift aus dem Jahre 1907.

## Geschichte

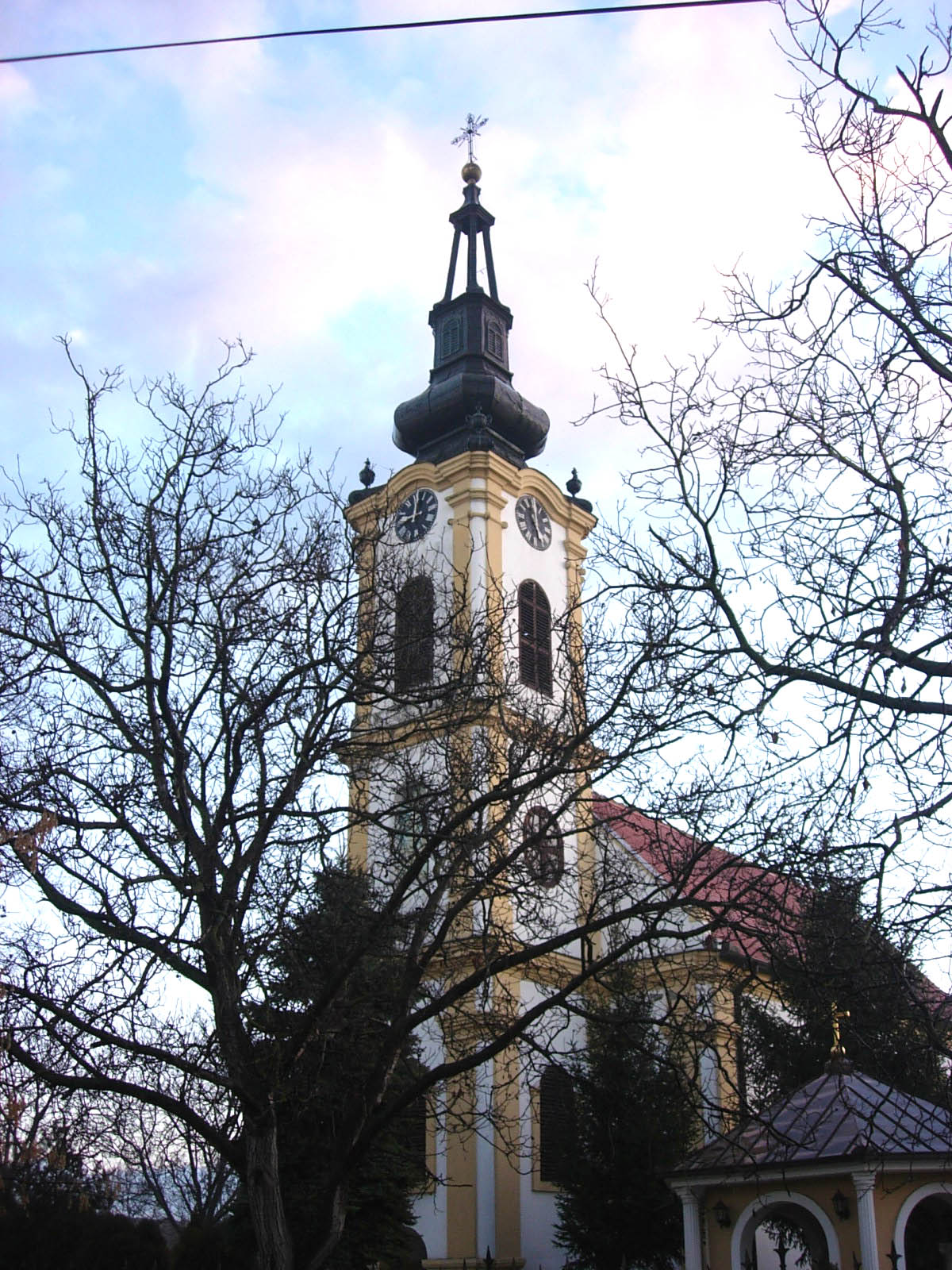
Ansicht von Westen auf die Kirche mit imposanten Kirchturm

Das erste bekannte orthodoxe Kirchengebäude im Ort wird im Bericht der Metropolie Karlovci aus dem Jahre 1733 erwähnt, diese Kirche wurde 1728 erbaut oder renoviert. Wie viele andere Kirchen dieser Zeit im Srem wurde diese Kirche aus Lehm gebaut und mit Binsen bedeckt. Lediglich der Altartisch und das Taufbecken waren aus Ziegeln gebaut. Neben der Kirche befand sich ein alter Friedhof.
Die alte Kirche befand sich dort, wo sich heute das Haus von Stevan Božić in der Ulica Uče Zekovića befindet. An dieser Stelle wurde ein steinernes Gedenkkreuz errichtet, das bei der Vergrößerung der Straße, vor den Kirchhof verlegt wurde.
Diese kleine und bescheidene Kirche aus schwachen Baumaterialien hielt nicht einmal hundert Jahre. Als die Bevölkerung Ende des 18. Jahrhunderts stark anstieg, wurde das Gotteshaus für die vielen Gläubigen zu klein und es entstand der Bedarf am Bau einer neuen und größeren Kirche aus festem Baumaterialen. Erhalten geblieben ist das Bittschreiben des Erzpriesters M. Milutinović aus Sremski Karlovci, dass den damaligen Metropoliten um die Erlaubnis bittet, eine neue Kirche in Krčedin zu erbauen. Bald folgte eine Antwort, mit der Erlaubnis den Kirchenbau zu beginnen.
Die Kirche wurde von 1781 bis 1786 erbaut. Bis zum Jahre 1804 waren die finalen Bauarbeiten am Kirchengebäude abgeschlossen. Auf der Kirchturmkappe wurde einst die Jahreszahl 1804 eingraviert. Deshalb wird zu Weilen das Jahr 1804 als Baudatum der Kirche angegeben.
Die Arbeiten im Kircheninneren erfolgten erst (deutlich) später und wurden von verschiedenen Künstlern und Handwerkern durchgeführt. 1806 schloss die Kirchengemeinde Krčedin, mit dem bekannten Holzschnitzer-Meister, Marko Vujatović, aus der Stadt Sremski Karlovci, einen Vertrag zur Herstellung des Chorgestühls, der Throne und der Kirchentische ab. Im Mai 1810 schloss die Kirchengemeinde einen weiteren Vertrag mit den Malern Teodor Vitković und Dimitrije Lazarević über die Bemalung, Vergoldung und Marmorierung der Chöre und Throne.
Zu den Unterzeichnern des Vertrags zählten neben den zwei Malern, auch die damaligen Pfarrpriester: Trifun Božić und Grigorije Gršić sowie der Kirchenvorstand: Prokopije Kečić und Stojko Ogrizović. Darüber hinaus wurden Stefan Tuvegdžić, Antonije Lilić, Petar Živić und viele andere ebenfalls namentlich im Vertrag erwähnt. Als Bezahlung bekamen die Maler neben 2050 Forint auch Wein und andere Lebensmittel.
Die Kirche besaß eine gewisse Zeit lang keine Ikonostase. Der Hauptgrund für die langsame Innenausstattung der Kirche dürfte der Mangel an finanziellen Mitteln gewesen sein. 1843 wurde mit dem Maler, Eduard Vladarš aus der Stadt Sremska Mitrovica, ein Vertrag unterzeichnet und der Maler verpflichtet sich, eine komplette Ikonostase mit 18 korinthischen Säulen für die Kirche anzufertigen, außerdem 4 Ripiden, ein Kreuz für die Messdiener und einen Ständer mit einer Kirchenflagge. Die Thronikonen werden von kannelierten Säulen flankiert, die von Rosenkränzen mit zusammengesetzten Kapitellen umwickelt sind. Die Motive sind pflanzlicher Natur: Eichenblätter, Rosen, Trauben und Zweige.
So erhielt die Kirche in Krčedin eine monumentale mehrstöckige mit reichen Holzschnitzereien verzierte Ikonostase, die in einer für die erste Hälfte des 19. Jahrhunderts charakteristischen Weise geformt wurde, klassizistisch in Konzeption und Ausführung, jedoch mit starken barocken Anklängen. Die weitere Kirchenausstattung wie Chorstühle, Tische und Kirchentüren harmonieren mit der Ikonostase. Die ursprüngliche Ikonostase, Chorgestühle und Tische sind bis heute erhalten geblieben und wurden mehrmals restauriert.
Für das Bemalen der Kirchenwände und der Ikonostase mit Ikonen schloss die Kirchengemeinde 1853 einen Vertrag mit dem Maler Petar Kamber ab, der die gesamten Arbeiten bis 1856 abschloss. Erst mit der Fertigstellung der Malerarbeiten galt die Kirche als endgültig fertiggestellt.
Die Ikonen und Wandmalereien sind überwiegend religiöser Natur, es gibt jedoch auch einige, die einige wichtige Persönlichkeiten und Heilige aus der serbischen Geschichte darstellen. So sind auf dem Nordchor der Hl. Sava von Serbien, Zar Uroš, der Hl. Maksim von Serbien und die Hl. Mutter Angelina von Serbien abgebildet, und auf dem Südchor, der Hl. Jovan der Despot, Zar Lazar und der in der orthodoxen Kirche hoch verehrte Hl. Symeon der Neue Theologe. Ob spätere Wandmalereien hinzugefügt wurden, ist heute nicht bekannt, aber da einige Kompositionen recht uneinheitlich sind, wird dies angenommen.
Während des Ersten Weltkriegs wurden die Kirchenglocken von den österreichischen Armee entfernt und zu Kanonen eingeschmolzen. Bis in die späten 1940er Jahre lebten auch Donauschwaben im Ort. Bevor diese ihre Kirche erbauten, fanden die Gottesdienste der Deutschen in der serbisch-orthodoxen Kirche statt.
Die Kirche besitzt eine reiche Bibliothek an Kirchenbüchern. Die Kirche wurde im sozialistischen Jugoslawien am 23. Juni 1972 zum Kulturdenkmal erklärt. Am 30. Dezember 1991 erfolgte die Kategorisierung der Kirche und das Kirchengebäude wurde zu einem Kulturdenkmal von großer Bedeutung erhoben.
Konservierungs- und Restaurierungsarbeiten an der Architektur wurden 1973 durchgeführt, und Arbeiten im Kircheninneren sowie die Reinigung der geschnitzten Teile der Ikonostase wurden 1981 durchgeführt. Die Kirche wurde im September desselben Jahres neu eingeweiht.
Auch ab Ende März 2008, begann mit dem Wissen des Instituts für Denkmalschutz aus Sremska Mitrovica und der Erlaubnis der Eparchie Srem, eine umfassende Renovierung der Kirche. Zuerst wurde das Kircheninnere komplett erneuert mit der Ikonostase mitsamt Ikonen und den Wandmalereien und Ornamentiken. Im Herbst 2008 wurde das Kirchenäußere erneuert und die Fassaden neu angestrichen. Auch die Taufkapelle und der Kirchensaal im Pfarrhaus wurden renoviert. Die Arbeiten wurden durch die großzügigen Spenden der Dorfbewohner und der Hilfe der Opština Inđija finanziert.
Am 5. Juli 2016 wurden die Reliquien der Hl. Mutter Angelina von Serbien in der Kirche ausgestellt und der Bischof der Eparchie Srem, Vasilije, hielt die Hl. hierarchische Liturgie. 2020 wurden die Kirchglocken neu elektrifiziert. 2021 wurden ebenfalls Renovierungsarbeiten an der Kirche durchgeführt. In der Nacht vom zweiten auf den dritten Dezember 2021 wurde die 1856 hergestellte Eingangstür an der Westfassade bei einem Einbruch in die Kirche beschädigt.

## Architektur

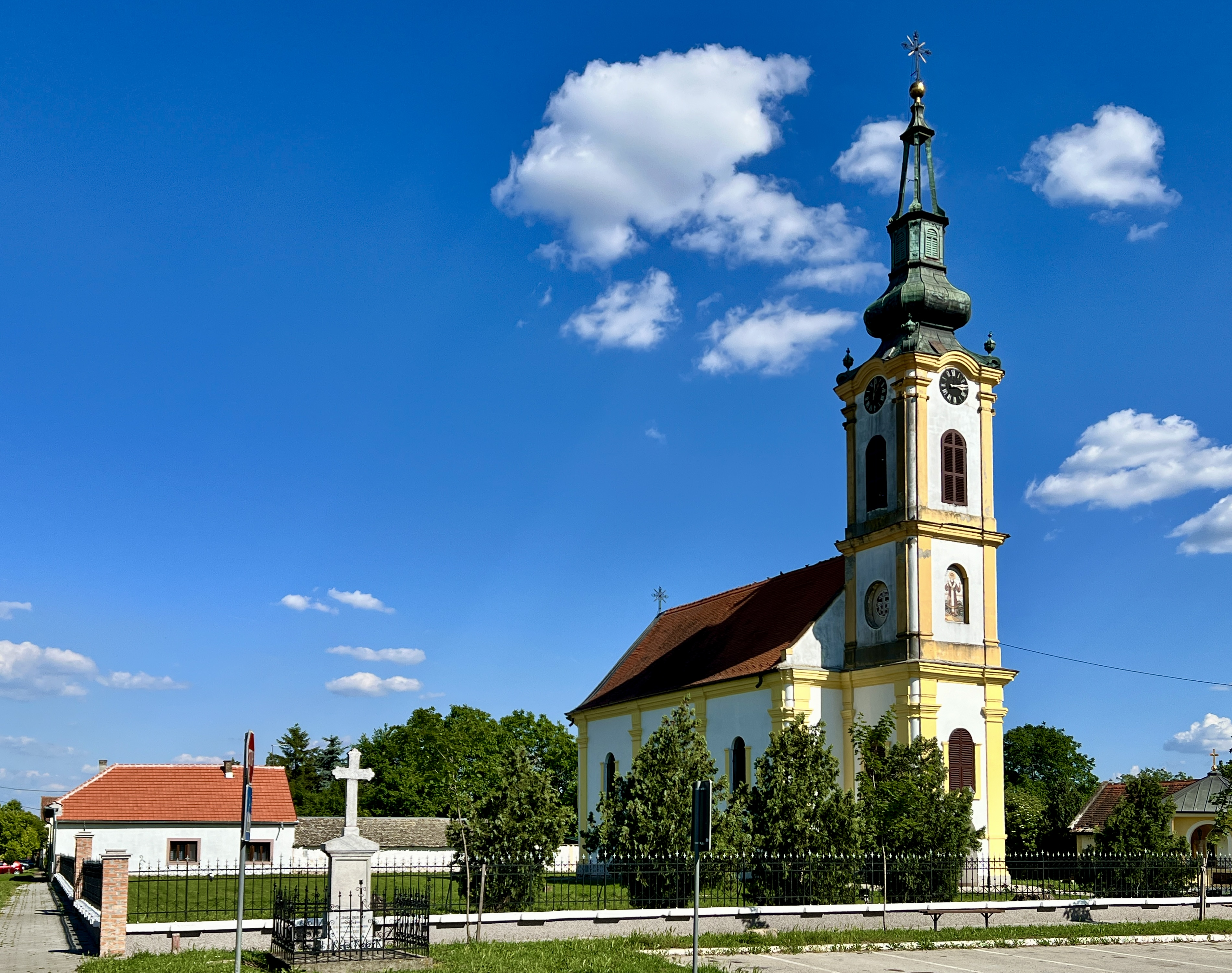
Die Kirche und Umgebung

Die Kirche stellt ein typisches Beispiel eines serbisch-orthodoxen Gotteshauses, aus der Zeit als dieses Gebiet dem österreichischen Kaiserreich angehörte, dar.
Das einschiffige Kirchengebäude mit einem rechteckigen Grundriss, ist mit einer halbrunden Altar-Apsis im Osten, einem Satteldach und einem Narthex mitsamt einem an die Westfassade angebauten hohen Kirchturm, den eine mehrgeschoßige Zwiebelturmkappe krönt, im Stil des Klassizismus erbaut worden. Die Kirche wurde im klassizistischen Stil erbaut, daher ist die Westfassade reduziert und ohne barocke Verzierungen, die nur in Form der hohen metallenen Kirchturmhaube erkennbar sind.
Die Fassaden sind einfach gegliedert: horizontal durch einen niedrigen Sockel und ein profiliertes Dachgesims, vertikal durch eine Pilasterreihe mit einfachen Kapitellen. Die Kirche ist von innen und außen verputzt. Die Seitenschiffe der Kirche werden durch jeweils drei Bogenfenster beleuchtet und auch die Apsis besitzt drei Bogenfenster.
Der Haupteingang der Kirche befindet sich an der Westfassade, in einer Vorhalle mit einem großen Rundbogen, über denen sich der Kirchturm erhebt. Auch gibt es einen Nebeneingang an der Südseite der Kirche. Der Südeingang befindet sich in einem kleinen überdachten Vorbau. Auf der Vorderseite, im zentralen Teil des Kirchturms, befindet sich eine Ikone, die den hl. Nikolaus, den Schutzpatron der Kirche, darstellt. Auch Rundfenster (Oculus) gehören zur Kirchturmdekoration.
Die Kirche besitzt zwei Kirchenkreuze, eines auf der Spitze des Kirchturmes und das andere am Ostende des Naos. Das Dach ist mit Ziegeln bedeckt. Im oberen Geschoss des Kirchturms befindet sich zu jeder Seite des Kirchturms eine Uhr mit Mechanismus. Die Kirche ist mit zweifarbigen Ornamentfliesen gepflastert.
Der Kirchhof wird von einem schmiedeeisernen Zaun mit kunstvollen Ornamenten und Mustern umgeben, vor allem am Eingangstor. Von besonderer Bedeutung ist das Taufbecken aus Stein in Form einer Blumenschale. Obwohl das Baptisterium keinen besonderen künstlerischen Wert darstellt, ist es interessant, weil solche Objekte in Srem selten zu finden sind.
Das Kircheninnere wird von der prächtigen, reich verzierten, hohen, mehrstöckigen und mehrtürigen Ikonostase mitsamt Ikonen, im Stil des Klassizismus mit Barockelementen, dominiert. Im Kircheninnenraum befinden sich zudem der Gottesmutter- und Bischofsthron, Kronleuchter, reich dekoriertes Chorgestühl, Wandikonen und Chorständer. Die Kirche verfügt über einen Chorbalkon im westlichen Kirchenschiff. Die Kirchenwände sind mit marmorimitierenden Verkleidungen, Ornamenten und Wandmalereien geschmückt.